# مصطفی شاکر
مصطفی شاکر (انگلیسی: Mustafa Shakir؛ زادهٔ ۲۱ اوت ۱۹۷۶) بازیگر، کارگردان فیلم و نویسنده اهل ایالات متحده آمریکا است. وی از سال ۱۹۹۶ میلادی تاکنون مشغول فعالیت بوده‌است.
از فیلم‌ها یا مجموعه‌های تلویزیونی که وی در آن‌ها نقش داشته‌است، می‌توان به شفت، درگیری در سلول ۹۹، آن شب، دوز، جت، ان‌سی‌آی‌اس: نیواورلئان، کواری، متظاهران و ان‌سی‌آی‌اس: لس آنجلس اشاره نمود.